# Britt Herbots
Britt Herbots (Sint-Truiden, 24 september 1999) is een Belgische volleybalster. Ze speelt als receptie-hoekaanvalster.

## Levensloop
Herbots volgde sporthumaniora aan de Vlaamse volleybalschool, de topsportschool van Vilvoorde, en was ook actief met dit VVB team in de eerste nationale. Als veertienjarige maakte ze in 2015 de overstap naar Asterix Kieldrecht. Later volgde passages bij ASPTT Mulhouse,  UYBA, AGIL Volley Novara en Il Bisonte Volley Firenze. Sinds 2023 komt ze uit voor Savino Del Bene Scandicci.
In 2015 speelde ze met de Young Yellow Tigers op het Europees kampioenschap volleybal vrouwen onder 18. Het team behaalde brons.
In 2016 maakte ze de overstap naar de Yellow Tigers en nam deel aan de World Grand Prix en de kwalificatie wedstrijden voor het EK 2017.
In 2017 werd Britt verkozen tot volleybalster van het jaar. Ze heeft een relatie met Andrea Panzeri, eveneens actief in het volleybal.

## Palmares

### Individueel
- 2015/16:  Beker van België - beste hoofdaanvalster
- 2015/16:  Beker van België - beste aanvalster
- 2015/16:  Beker van België - beste scorer
- 2015/16:  Beker van België - MVP
- 2016/17:  Beker van België - beste hoekspeelster
- 2016/17:  Beker van België - beste scorer
- 2016/17:  Beker van België - MVP
- 2016/17:  Kampioenschap van België - beste hoekspeelster
- 2016/17:  Kampioenschap van België - beste scorer
- 2016/17:  Kampioenschap van België - MVP
- 2017/18: Supercup van Frankrijk - MVP
- 2017/18: Beker van Frankrijk - beste hoekspeelster
- 2017/18: Kampioenschap van Frankrijk - beste hoekspeelster
- 2017/18: Kampioenschap van Frankrijk - MVP
- 2018: beste speelster in de Franse competitie
- 2019: CEV Cup - MVP
- 2019: Volley Proms - Beste Belgische speelster in het buitenland
- 2021: Europees kampioenschap (kwalificatie) - Beste serveerster
- 2021: FIVB Nations League - Beste scorer
- 2021: FIVB Nations League - Beste aanvalster
- 2021: FIVB Nations League - MVP
- 2022: FIVB Nations League - Beste scorer
- 2022: FIVB Nations League - Beste aanvalster
- 2022: FIVB Nations League - MVP
- 2022: FIVB Challenger cup - Beste aanvalster
- 2022: FIVB Challenger cup - Beste serveerster
- 2022: FIVB Challenger cup - Beste hoekspeelster
- 2022: FIVB Challenger cup - Beste scorer
- 2025: Volley Proms - Beste Belgische speelster in het buitenland

### Club
Asterix Kieldrecht
- 2016: Kampioen van België
- 2016, 2017: Beker van België
- 2016: Supercup van België

 ASPTT Mulhouse
- 2017: Supercup van Frankrijk

 UYBA Italië
- 2019 CEV Cup

 AGIL Volley Novara
- 2021 Memorial Giampaolo Ferrari

### Yellow Tigers
- 2015:  Europees kampioenschap volleybal vrouwen onder 18